# دادامحله
دادامحله، روستایی از توابع بخش کلاچای شهرستان رودسر در استان گیلان ایران است.محله خیلی سر سبز است.

## جمعیت
این روستا در دهستان ماچیان قرار دارد و براساس سرشماری مرکز آمار ایران در سال ۱۳۸۵، جمعیت آن ۱۲۴ نفر (۳۶خانوار) بوده‌است.